# セプテムヴリ

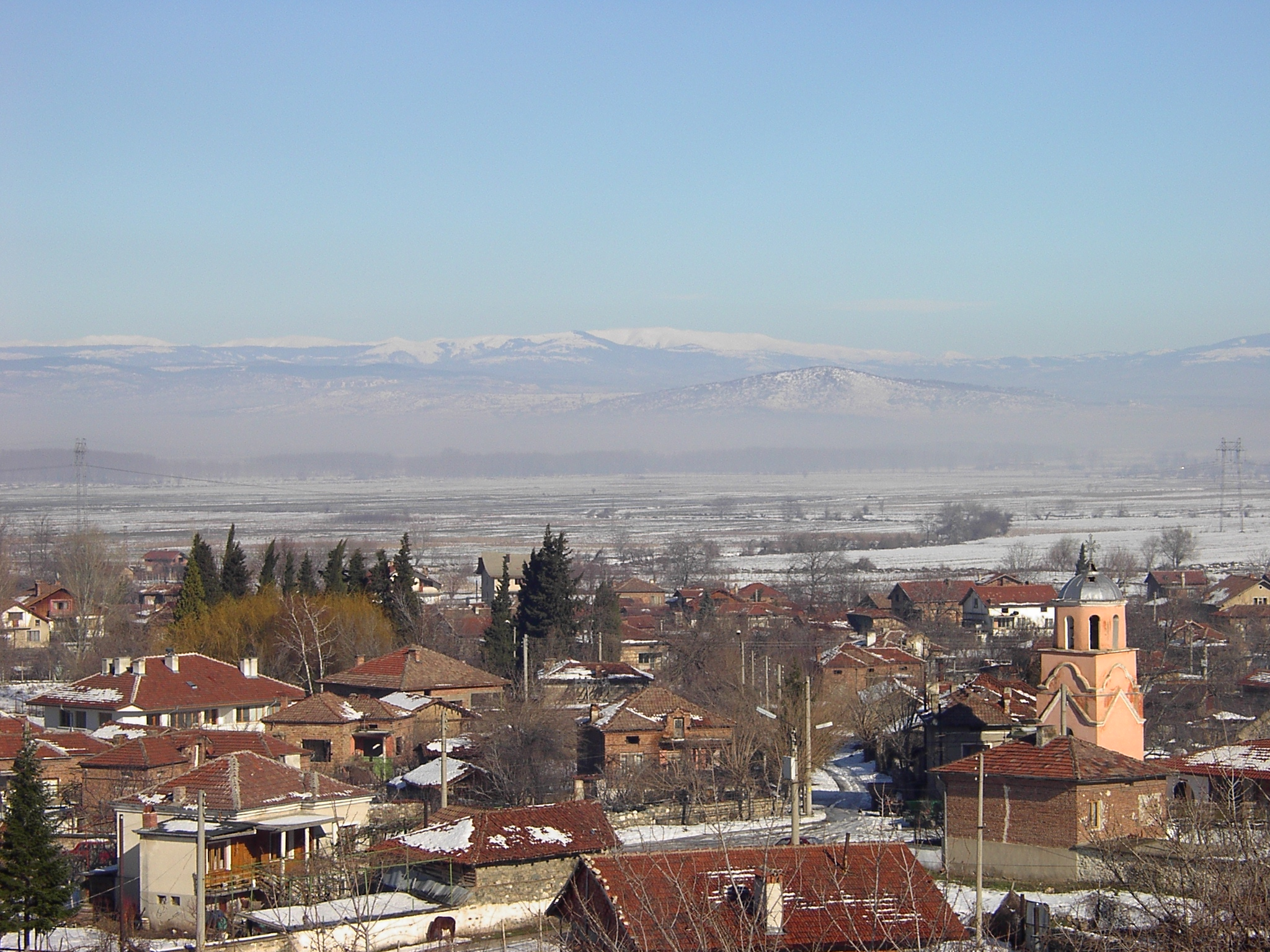
セプテムヴリ市内のヴェトレン・ドル村のパノラマ画像

セプテムヴリ（Септѐмври / Septemvri）はブルガリア南西部の町、およびそれを中心とした基礎自治体。パザルジク州に属する。上トラキア平原の西の端に位置しており、パザルジクからは19キロメートルである。
セプテンヴリ、セプテムブリ、セプテンブリ等のカナ表記がされることもある。町の名前は「9月」を意味している。

## 歴史
4つのトラキア人の墳丘と住居跡ピスティロス（Pistiros）、そして古代ローマ都市がこの町の近くで発見されている。セプテムヴリはブルガリア帝国時代も都市があったが、14世紀末にオスマン帝国が侵入すると町は破壊された。町は15世紀に再建され、トルコ語でサランベイ（Saranbey）と呼ばれていたが、1949年にセプテムヴリへと改称された。
セプテムヴリは鉄道沿いの町として発展してきた。ハスコヴォとベロヴォを結ぶ鉄道は1873年に開通し、さらにロドピ山脈のドブリニシテとを結ぶ狭軌の鉄道線が1945年に開通した。

## 町村
セプテムヴリ基礎自治体（Община Септември）には、その中心であるセプテムヴリをはじめ、以下の町村（集落）が存在している。
- Бошуля
- Варвара
- Ветрен
- Ветрен дол
- Виноградец
- Горно Вършило
- Долно Вършило
- Злокучене

- Карабунар
- Ковачево
- Лозен
- Семчиново
- Септември
- Симеоновец
- Славовица